# Neritina rubricata
Neritina rubricata es una especie de molusco gasterópodo de la familia Neritidae en el orden de los Archaeogastropoda.

## Distribución geográfica
Se encuentran en Benín Camerún Costa de Marfil, Gabón Gambia Ghana Guinea, Guinea Bissau Liberia, Nigeria Senegal Sierra Leona y Togo.

## Hábitat
Su hábitat natural son: los ríos.